# 니크롬
니크롬(Nichrome)은 니켈, 크로뮴, 그리고 종종 철로 구성된, 가정용 전기기구에 많이 쓰이는 합금이다. 이 합금의 조성은 니켈 80%, 크로뮴 20%이며, 전기저항이 크고 고온에서도 좀처럼 산화되지 않는다는 특성이 있기 때문에 전열선이나 저항선으로서 널리 쓰이고 있다. 시판되고 있는 니크롬 선 중에는, 생산 원가를 줄이기 위하여 니켈을 덜 넣고 철을 늘린 것, 또는 니켈을 전혀 넣지 않은 철－크로뮴 합금선 등이 있는데, 니켈이 많이 들어 있는 편이 내구성이 우수하다.

## 역사
앨버트 마시가 1906년 특허를 낸(미국 특허 811,859) 니크롬은 문서화된 것 중 가장 오래된 형태의 형 내열 합금이다.